# 圣庞加爵圣殿

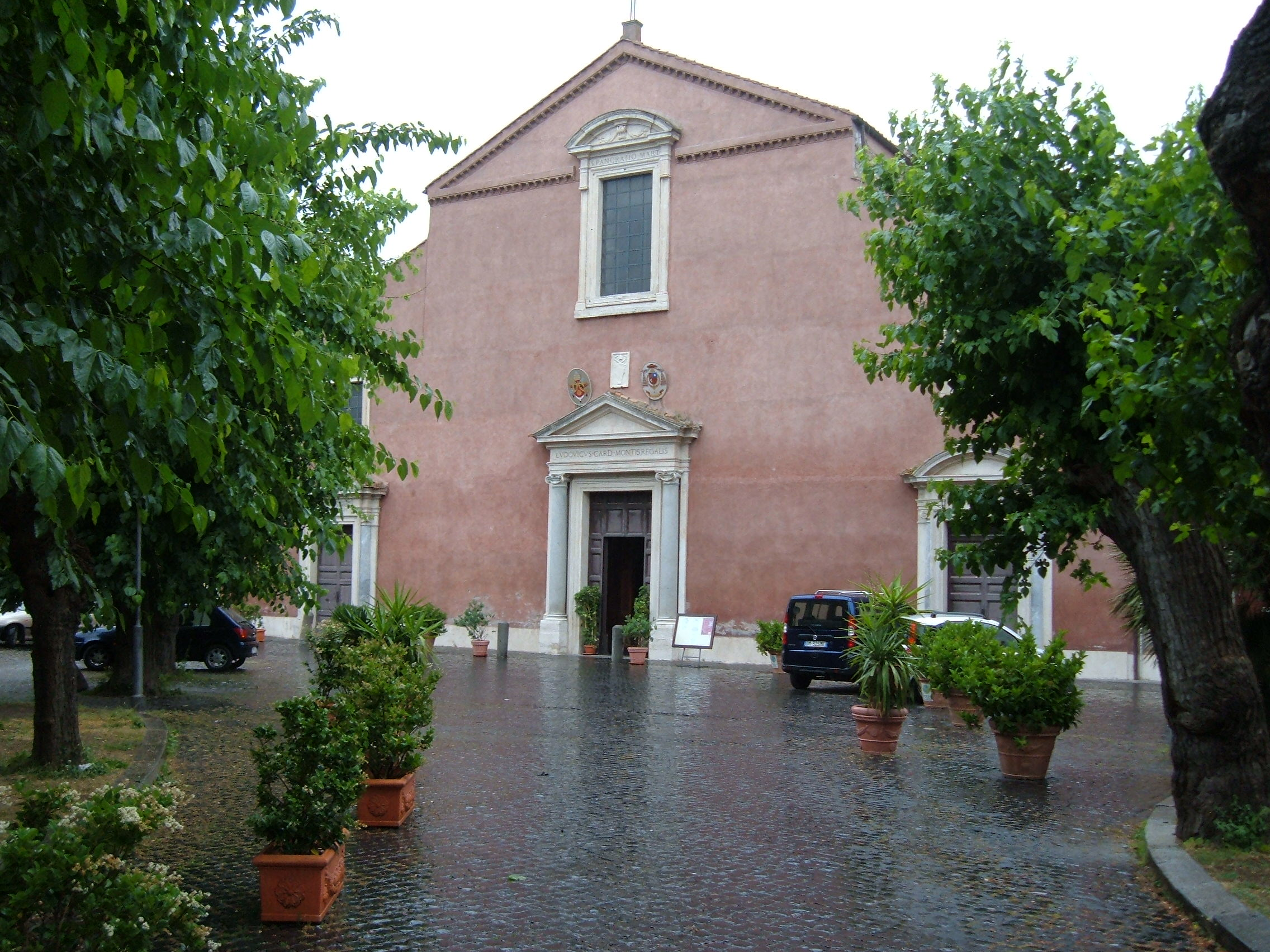
圣庞加爵圣殿

圣庞加爵圣殿（義大利語：San Pancrazio）是罗马的一座罗马天主教宗座圣殿，建立于6世纪，位于圣庞加爵街（via S. Pancrazio），賈尼科洛山山上奧勒良城牆的圣庞加爵门以西。該教堂也作為司鐸級樞機領銜座堂。 
圣庞加爵圣殿为教宗西玛克 (498-514)所建，位于殉教者聖龐加爵埋葬的地点。在17世纪，赤足加尔默罗会得到这座教堂，进行了彻底的改建。这座教堂在19世纪又进行了进一步改建，但是保留了15世纪简朴的砖砌立面，以及诺森八世的徽章。